# Олимпийский стадион (Барселона)
Олимпийский стадион имени Луиса Компаниса (кат. Estadi Olímpic Lluís Companys, исп. Estadio Olímpico Lluís Companys), ранее (до 2001 года) известный как Олимпийский стадион Монтжуик (кат. Estadi Olímpic de Montjuïc, исп. Estadio Olímpico de Montjuic) — мультиспортивный стадион в Барселоне, построен в 1927 году, реконструировался в 1989 и 1992 годах. Являлся главной ареной летних Олимпийских игр 1992 года. Расположен на холме Монтжуик в юго-западной части города. Назван в честь Луиса Компаниса, президента Каталонии в годы Гражданской войны в Испании. С 1936 года именуется Олимпийским в связи с выдвижением кандидатуры Барселоны на право проведения летних Олимпийских игр 1936 года.
Олимпийский стадион вмещает 55 926 зрителей. На время Олимпийских игр 1992 года вместимость была увеличена до 70 000 посадочных мест.
В период с 1997 по 2009 год являлся местом проведения домашних игр клуба испанской Примеры «Эспаньол». Помимо сборных Испании и Каталонии, нередко на стадионе проводит важные домашние матчи сборная Андорры, в связи с отсутствием в Андорре достаточно крупных футбольных арен (самый большой в Андорре Национальный стадион вмещает 3306 зрителей). В сезоне 2023/24 стадион служил домашней ареной футбольного клуба «Барселона» в связи с реконструкцией стадиона «Камп Ноу».

## Матчи финала национального кубка
| Дата          | Домашняя команда | Счёт       | Выездная команда | Сезон   | Зрителей |
| ------------- | ---------------- | ---------- | ---------------- | ------- | -------- |
| 1 июня 1930   | Атлетик Бильбао  | 3:2 (д.в.) | Реал Мадрид      | 1930    | 63 000   |
| 25 июня 1933  | Атлетик Бильбао  | 2:1        | Мадрид           | 1933    | 60 000   |
| 6 мая 1934    | Мадрид           | 2:1        | Валенсия         | 1934    | 42 000   |
| 25 июня 1939  | Севилья          | 6:2        | Расинг (Ферроль) | 1939    | 60 000   |
| 25 июня 1944  | Атлетико Бильбао | 2:0        | Валенсия         | 1944    | 65 000   |
| 24 июня 1945  | Атлетико Бильбао | 3:2        | Валенсия         | 1945    | 55 000   |
| 9 июня 1946   | Реал Мадрид      | 3:1        | Валенсия         | 1946    | 60 000   |
| 16 июня 1957  | Барселона        | 1:0        | Эспаньол         | 1957    | 75 000   |
| 17 марта 2004 | Реал Мадрид      | 2:3 (д.в.) | Сарагоса         | 2003/04 | 54 000   |

## Посещаемость домашнего стадиона «Барселоны»
| Дата            | Соперник        | Счёт | Турнир                                  | Зрителей |
| --------------- | --------------- | ---- | --------------------------------------- | -------- |
| 23 октября 2024 | Бавария         | 4:1  | Лига чемпионов УЕФА 2024/25. Общий этап | 50 312   |
| 16 апреля 2024  | Пари Сен-Жермен | 1:4  | Лига чемпионов УЕФА 2023/24. 1/4 финала | 50 309   |
| 12 марта 2024   | Наполи          | 3:1  | Лига чемпионов УЕФА 2023/24. 1/8 финала | 50 301   |
| 28 октября 2023 | Реал Мадрид     | 1:2  | Чемпионат Испании 2023/24. 11 тур       | 50 112   |
| 3 ноября 2024   | Эспаньол        | 3:1  | Чемпионат Испании 2024/25. 12 тур       | 48 843   |
| 20 октября 2024 | Севилья         | 5:1  | Чемпионат Испании 2024/25. 10 тур       | 47 849   |
| 31 марта 2024   | Лас-Пальмас     | 1:0  | Чемпионат Испании 2023/24. 30 тур       | 46 788   |
| 24 августа 2024 | Атлетик Бильбао | 2:1  | Чемпионат Испании 2024/25. 2 тур        | 46 448   |
| 26 ноября 2024  | Брест           | 3:0  | Лига чемпионов УЕФА 2024/25. Общий этап | 46 317   |
| 22 декабря 2024 | Атлетико Мадрид | 1:2  | Чемпионат Испании 2024/25. 18 тур       | 46 249   |